# Ceriagrion coeruleum
Ceriagrion coeruleum är en trollsländeart som beskrevs av Harry Hyde Laidlaw, Jr. 1919. Ceriagrion coeruleum ingår i släktet Ceriagrion och familjen dammflicksländor. Inga underarter finns listade i Catalogue of Life.